# Emil Schneider (Schauspieler)
Emil Schneider (23. Oktober 1832 in Schwerin – 9. April 1896 in Frankfurt am Main) war ein deutscher Theaterschauspieler.

## Leben
Schneider ging frühzeitig zum Theater und kam bald infolge seines ausgesprochenen Talentes an das Hoftheater in Hannover. Dort fand sein brennender künstlerischer Ehrgeiz doch nicht die rechte Befriedigung, und da er neben Friedrich Devrient nicht in zweiter Stellung verbleiben wollte, nahm er 1855 einen Ruf an das Frankfurter Stadttheater an. Als „Pylades“ begann er dort seine Tätigkeit, und volle 40 Jahre wirkte er ununterbrochen an diesem Kunstinstitut.
Schneider galt während dieser vier Jahrzehnte als der erklärte Liebling der Frankfurter und ein anerkannter Künstler auf weitem Gebiet. Ob er als Heldenspieler oder in großen Charakterrollen tätig war, immer erkannte man sein reiches Talent, immer schuf er Eigenartiges, immer frappierte er durch seine Charakterisierungskunst. Seine große Beliebtheit fand stets außerordentlich lebhaften Ausdruck, bis ihn am 9. April 1896 der Tod plötzlich aus seinem Wirkungskreis riss. Mit ihm verlor das Stadttheater in Frankfurt eine der wertvollsten Stützen des Schauspielrepertoires.